# Миен, Томас

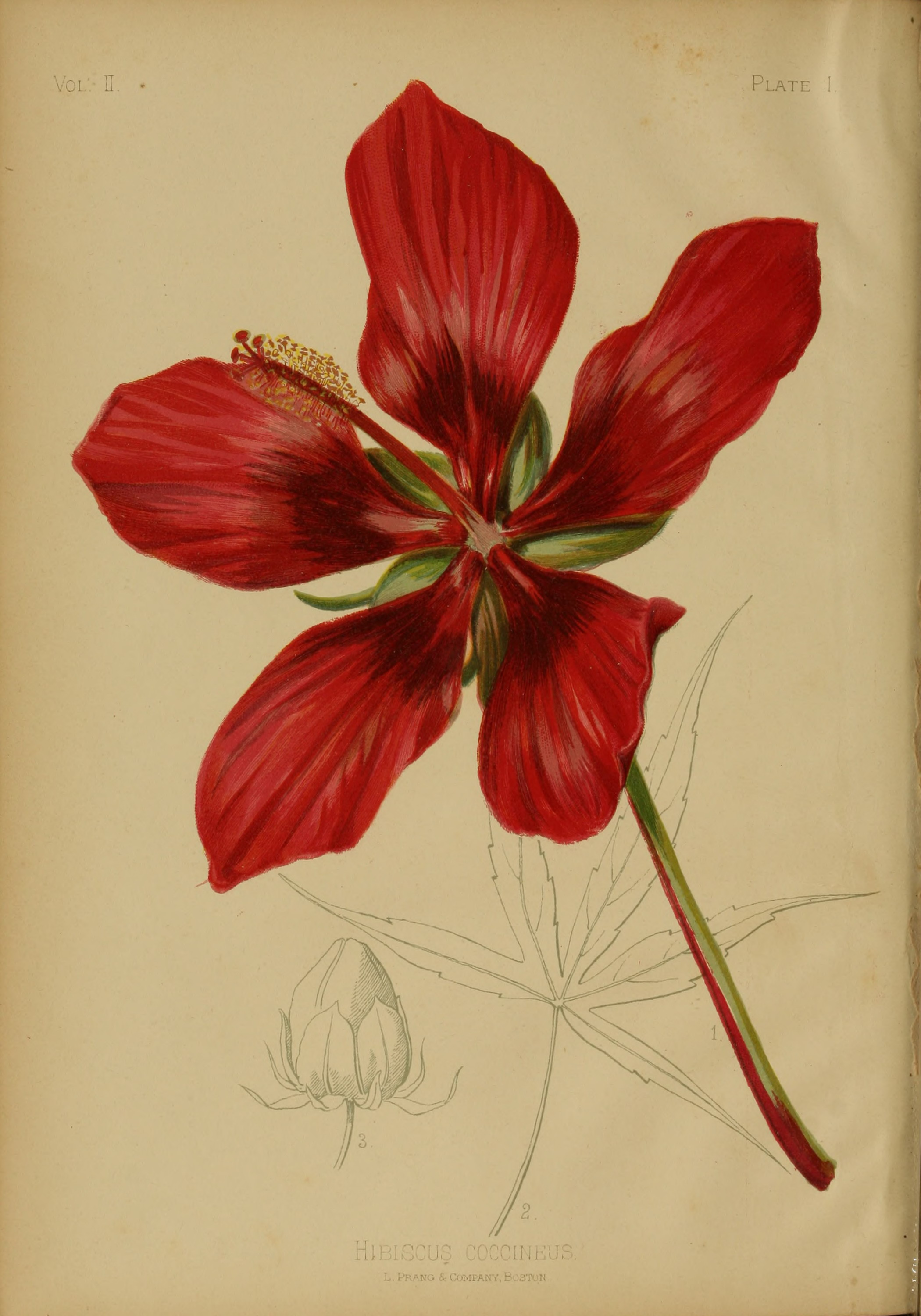
"Hibiscus coccineus"Ботаническая иллюстрация Алоиса Лунцера из книги «The Native Flowers and Ferns of the United States, Volume II by Thomas Meehan»

Томас Ми́ен (англ. Thomas Meehan; 21 марта 1826 — 19 ноября 1901), известный американский ботаник и автор британского происхождения, меценат.

## Биография
Томас Миен родился 21 марта 1826 года в Поттерс Бар, Миддлсекс.
Миган вырос на острове Уайт. Его интерес к растениям был обусловне его отцом, который был садовником. Его первая ботаническая публикация появилась, когда ему было четырнадцать лет. Его знания и навыки привели его Королевские ботанические сады в Кью, где он работал садовником с 1846 до 1848 года под руководством Уильяма Джексона Гукера.
В 1848 году Миган перебрался в Филадельфию, где работал в ботаническом саду Бартрама (англ. Bartram's Garden), старейшем ботаническом саду в Северной Америке.
Вместе с Уильямом Сондерсом Миен основал питомник растений в Джермантауне в Филадельфии, где он жил со своей семьей до конца своей жизни. Когда его бизнес с Сондерсом закончился, он дальше работал вместе с братом и тремя сыновьями. В 1896 году питомник получил название «Thomas Meehan & Sons». Миган и его семья поставлявших растения для Соединенных Штатов и Европы в течение семи десятилетий, питомник занимал более 60 га в XX веке.
Томас Миган был основателем журнала 'Meehan’s Monthly" (1891—1901) и редактором «Gardener’s Monthly» (1859—1888).
Умер Томас Миган 19 ноября 1901 года в Джермантауне, Филадельфия.

## Публикации
- 'The American Handbook of Ornamental Trees" (Philadelphia, 1853)
- «The Native Flowers and Ferns of the United States» , 4 vols. (1878—1880) Thomas Meehan, Alois Lunzer (1840-?) and lithographed by Louis Prang (1824—1909) (Boston 1879)
- «Wayside Flowers» (1881)
- «Contributions to the Life History of Plants» (16 parts) (Proceedings of the Natural Academy of Sciences, 1887—1902).